# Schwennenz
Schwennenz ist ein Ortsteil der Gemeinde Grambow des Amtes Löcknitz-Penkun im Landkreis Vorpommern-Greifswald in Mecklenburg-Vorpommern.

## Geographie
Der Ort liegt zwei Kilometer südöstlich von Grambow. Die Ostgrenze der Gemarkung Schwennenz bildet zugleich die Staatsgrenze zur Republik Polen. Die Nachbarorte sind Neu-Grambow im Norden, Kościno und Stobno im Nordosten, Bobolin, Warnik und Schwennenz-Ausbau im Südosten, Kyritz und Lebehn im Südwesten, Sonnenberg im Westen sowie Grambow im Nordwesten.